# Jenő Rejtő
Jenő Rejtő (ur. jako Jenő Reich 29 marca 1905 w Budapeszcie, zm. 1 stycznia 1943 w Jewdokowie) – pisarz węgierski, piszący również pod pseudonimami P. Howard i Gibson Lavery. 

## Życiorys
Autor opowiadań i powieści pisanych w stylu bulwarowym, poważany jednak wśród kręgów literackich i do dziś jeden z najchętniej czytanych pisarzy na Węgrzech. W okresie międzywojennym znana postać budapeszteńskich kręgów artystycznych, przyjaciel między innymi Frigyesa Karinthyego i Gyuli Kabosa. Zmarł w czasie wojny pełniąc służbę w oddziałach pracy przymusowej na Ukrainie. 
Urodził się jakie trzecie dziecko w rodzinie żydowskiej Reichów, która w czasie madziaryzacji nazwisk zmieniła nazwisko na Rejtő. Szkoły nie ukończył, z niewielkimi sukcesami próbował swoich sił jako aktor teatralny, a także zajmował się boksem. 
W wieku lat dziewiętnastu udał się do Berlina by tam uczyć się aktorstwa w tamtejszych teatrach. Ponieważ nie udało mu się dostać żadnych ról ruszył dalej i w ciągu następnych dwóch lat objechał całą Europę oraz Afykę północną po drodze imając się różnych zajęć jak marynarz, rybak czy zmywacz naczyń. W Marsylii z momencie desperacji wstąpił do Legii Cudzoziemskiej, ale długo nie wytrzymał i po paru miesiącach zwolnił się ze służby powołując się na powody medyczne (według niektórych wersji z Legii uciekł). 
Do Budapesztu ostatecznie wrócił w 1927 roku. Wydał pierwszy i ostatni numer czasopisma Nagykörút, po czym zabrał się, wspólnie z przyjacielem z dzieciństwa László Nádasim, za pisanie komedii teatralnych. Ich pierwszą wspólną sztukę zatytułowaną Gengszteridill (Idylla gangszterska) wystawiono w 1932 roku. Rejtő robił się coraz popularniejszy, pisał już teraz teksty do kabaretów i operetek. Jedna z jego najpopularniejszych sztuk Aki mer, az nyer (Kto ryzykuje ten w kozie nie siedzi) doczekała się ponad stu pięćdziesięciu przedstawień.
Równocześnie zabrał się za pisanie literatury bulwarowej. Pierwsze tytuły – Párizsi front (Paryski front), Vissza a pokolba (Z powrotem do piekła), Minden jó, ha vége van (Wszystko dobre co się kończy), czy też Jó üzlet a halál (Dobry interes śmierć) – ukazały się w groszowym wydaniu. Początkowo książki wydawał pod pseudonimem Lavery jednak zachęcony ich sukcesem wkrótce przyznał się do ich autorstwa. Pod wpływem wydawnictwa Nova argumentującego, że czytelnicy chętniej kupują książki angielskich pisarzy przyjął pseudonim P.Howard. Powieści o dzikim zachodzie pisał pod pseudonimem Gibson Lavery. 
Rejtő często pracował nocami pijąc ogromne ilości kawy i zażywając środki nasenne. Wraz z awanturniczą młodością zniszczyło mu nerwy i od 1939 roku dużo czasu spędzał w sanatorium psychiatrycznym. Wojna i ustawy żydowskie – nie mógł już wydawać pod swoim nazwiskiem – przyczyniły się do pogorszenia jego stanu.
9 października 1942 roku pismo strzałokrzyżowców Egyedül vagyunk opublikowało artykuł wyrażający oburzenie, że Rejtő, mimo żydowskiego pochodzenia, nie dostał jeszcze wezwania do oddziałów pracy, do których kierowano wówczas Żydów oraz inne osoby niepożądane. Zmarł na skutek trudnych warunkach i surowej zimy 1 stycznia 1943 roku.
Rejtő do dziś jest ceniony przede wszystkim za specyficzny humor obecny w jego książkach, głównie powieściach przygodowych o tematyce związanej z Legią Cudzoziemską. Cytaty z nich do dziś pojawiają się w potocznym języku węgierskim. 
Na podstawie jego książek nakręcono kilka filmów i stworzono szereg komiksów.

## Dorobek literacki
Powieści o tematyce Legii Cudzoziemskiej (jako P. Howard)
- A pokol zsoldosai (1936)
- Jó üzlet a halál (1937)
- Menni vagy meghalni (1937)
- Csontbrigád (1938)
- A fehér folt (1938)
- Bradley Tamás visszaüt
- A láthatatlan légió (1939)
- Az elátkozott part (1940)
- A három testőr Afrikában (1940)
- A tizennégy karátos autó (1940)
- Az ellopott század
- A Sárga Garnizon
- Az előretolt helyőrség
- Vanek úr Párizsban
- Az úr a pokolban is úr

Utwory humorystyczne i kryminały 
- Az elveszett cirkáló (1938)
- A megkerült cirkáló
- Vesztegzár a Grand Hotelben (1939)
- A szőke ciklon (1939)
- Piszkos Fred, a kapitány (1940)
- Piszkos Fred közbelép (Fülig Jimmy őszinte sajnálatára)
- Egy bolond száz bajt csinál
- Ezen egy éjszaka
- Az ellopott futár
- A boszorkánymester
- A drótnélküli gyilkosság
- Az elsikkasztott pénztáros
- Pipacs, a fenegyerek
- Az utolsó szó jogán
- Akik életet cseréltek
- Fekete kapitány
- Legény a talpán
- Halálsziget
- Egy görbe éjszaka

Westerny (jako G. Lavery)
- Nevada szelleme
- Nincs kegyelem
- Tigrisvér
- Texas Bill, a fenegyerek
- Pokol a hegyek között

Westerny (jako P. Howard)
- A Néma Revolverek Városa

Relacje z podróży
- Megyek Párizsba, ahol még egyszer sem haldokoltam (2003)
- Bedekker csavargók számára (2003)
- Az utolsó szó jogán c. válogatás egyes novellái (1967)

Dotąd nie wydane
- A parancs az parancs (planowana kontynuacja książki A három testőr Afrikában)

## Adaptacje filmowe
- A három testőr Afrikában 1996, reż. István Bujtor
- P. Howard 1981, reż. György Palásthy
- A halhatatlan légiós 1971, reż. Tamás Somló
- Férjhez menni tilos! 1964, reż. Éva Zsurzs
- Meztelen diplomata (na podstawie powieści Vesztegzár a Grand Hotelben) 1963, reż. György Palásthy
- Úrilány szobát keres 1937, reż. Béla Balogh
- Sportszerelem (scenariusz) 1936, re[. Zoltán Farkas i László Kardos

## Adaptacje komiksowe
- Piszkos Fred, a kapitány 1964, wydanie kolorowane 2006–2007, rys. Pál Korcsmáros
- Az elátkozott part 1965, wydanie kolorowane 2002, rys. Pál Korcsmáros
- A három testőr Afrikában 1966, wydanie kolorowane 2003, rys. Pál Korcsmáros
- Az előretolt helyőrség 1967, wydanie kolorowane 2004, rys. Pál Korcsmáros
- Az elveszett cirkáló 1968, wydanie kolorowane 2008–2009, rys. Pál Korcsmáros
- A 14 karátos autó 1963, wydanie kolorowane 2007, rys. Pál Korcsmáros
- A láthatatlan légió 1969, wydanie kolorowane 2012, rys. Pál Korcsmáros

## Wydania po polsku
- Miasto milczących rewolwerów 1987, Krajowa Agencja wydawnicza (komiks)